# Ratusz w Mławie
Ratusz w Mławie – budowla barokowa, zbudowana w latach 1782–1786, przekształcana w latach 1844–1846 i 1939–1945; piętrowa z ośmioboczną wieżyczką na kalenicy.
Mieści się na Starym Rynku, jest usytuowany obok kościoła parafialnego. Ich usytuowanie w Mławie w środku dużego rynku miejskiego było urbanistycznym ewenementem nie tylko na Mazowszu.
Ratusz był siedzibą władz miejskich. Tu obradował burmistrz i rajcowie miejscy, sprawowano sądy i wydawano wyroki, przyjmowano delegacje i organizowano przyjęcia. W ratuszu znajdowała się również sala wagi miejskiej, czyli sala do ważenia przez urzędnika zwanego ważnikiem wystawianych towarów. Była też sala postrzygalni sukna, w której dokonywano wykańczania produkowanego w mieście materiału.
Obecny układ budynku z odbudowaną wieżą i zainstalowanym w niej zegarem przypomina od strony wschodniej stan pierwotny. Zachowany został spokojny kształt budynku z rozczłonkowaniem pionowym elewacji za pomocą pilastrów podkreślających wartość architektoniczną obiektu.

## Historia
Król Zygmunt Stary wydał 27 lutego 1544 roku przywilej zezwalający na wybudowanie ratusza w „commodiore loco” – dogodniejszym miejscu. Może to sugerować, że ratusz istniał już wcześniej, w innym, nieznanym miejscu (zdaniem Leszka Arenta „musiałby być usytuowany gdzieś obok rynku, w miejscu mniej eksponowanym, być może w pobliżu obecnego Zielonego Rynku. Teren ten  – to zapewne najstarsza część miasta, pozostałość po dawnym placu targowym”). Na fundamencie tym stanął ratusz obecnych rozmiarów (bez dobudowanych później 7 sklepów tzw. „magistrackich”), wzorowany wówczas na ratuszu działdowskim.
„Kamień węgielny” pod mury pierwszego mławskiego ratusza został wmurowany około 1545 r., nowy budynek mógł być gotowy do przyjęcia władz w swoje podwoje już około 1550 roku. Budynek został wzniesiony prawdopodobnie w stylu renesansowym.
Nie wiemy jak wyglądał pierwszy murowany ratusz, ponieważ nie zachował się jego wizerunek do naszych czasów.
W roku 1692 w czasie pożaru miasta, ratusz spalił się razem z kościołem.
W 1742 roku król elekcyjny August III nadał przywilej na wybudowanie ratusza. Z przywileju jednak nie skorzystano. Jeden z protokołów zebrania mieszczan z 1746 r. zaczyna się od słów: „za zadzwonieniem dzwonka ratuszowego”. Jak wskazuje Dominik Ostaszewski mogła to być inna, czasowa siedziba zarządu miasta.
Ratusz został odbudowany na podstawie przywileju króla Augusta II Mocnego (wybudowane zostały wtedy cztery studnie w narożnikach rynku). Ponownie spłonął w pożarze, który wybuchł 19 sierpnia 1776 roku na ulicy Żydowskiej (obecnie Warszawskiej), całkowicie ją niszcząc.
28 sierpnia 1778 r. radni z ówczesnym burmistrzem Stanisławem Krokwińskim zwrócili się do Stanisława Augusta Poniatowskiego o przekazanie części dochodów z produkcji i sprzedaży trunków na odbudowę ratusza oraz wykopanie czterech studni na rynku miejskim, które w przyszłości uchroniłyby miasto od pożaru. Pozytywna odpowiedź nadeszła 22 października 1779 r.
Obecny ratusz został wybudowany na starych fundamentach w 1782 r., budowa trwała do 1789. Zostawiono widoczne do dzisiaj na narożnikach budynku kamienie pełniące funkcje odbojnic. Budynek był jednopiętrowy w stylu skromnego późnego baroku, z pseudomansardowym dachem.
Zwieńczeniem budowy z 1789 był łaciński napis na czterech zewnętrznych ścianach ratusza: „Za panowania z Bożej Łaski Najjaśniejszego Stanisława Augusta, króla Polskiego, wielkiego księcia Litwy przy poparciu wielmożnego Adama Feliksa dwóch imion Piotrowicza, starosty Mławskiego, kosztem całego miasta Jego Królewskiej Mości – Mławy, pilnością i staraniem szanownego i sławetnego Stanisława Krokwińskiego, burmistrza mławskiego. Dla biednych i bogatych mieszkańców jak i przechodniów niech będzie równa sprawiedliwość. Roku Pańskiego 1789”. W 1939 roku na rozkaz władz okupacyjnych napis został zatarty, powrócił w 2013 r. 

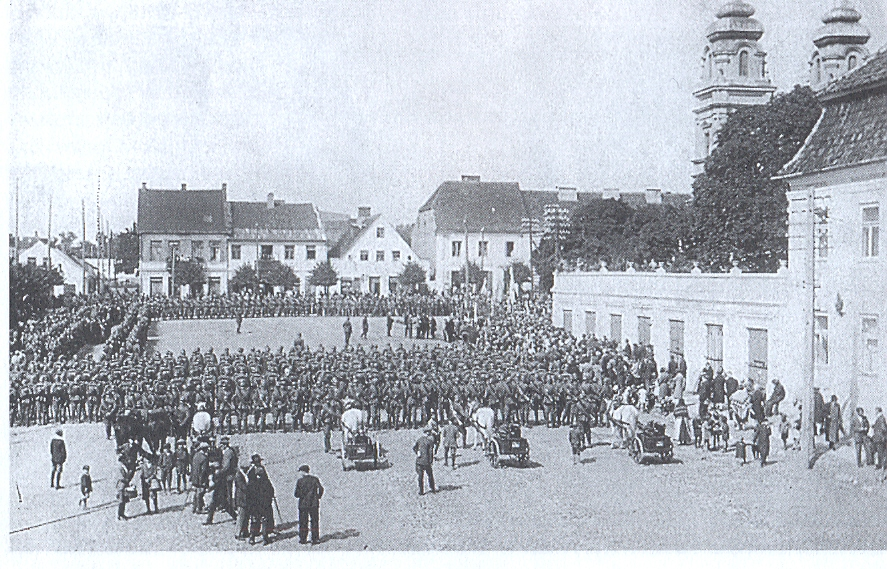
Po prawej widoczne (nieistniejące już) dobudowane do ratusza sukiennice (kramy miejskie)

W 1836 roku dobudowano do ratusza od strony południowej w licu ściany zachodniej rodzaj jednokondygnacyjnych sukiennic, ciąg siedmiu kramów.
W latach 1841–1846 przebudowano istniejącą wieżyczkę, umieszczając na niej zegar.
Według urzędowych danych za 1844 rok z guberni płockiej, przedstawiający obraz zabudowy w miastach tego regionu – ratusz w Mławie nie istniał. Można znaleźć tu wykaz 186 domów drewnianych, 30 domów murowanych, 2 kościołów, zaś przy rubryce „Ratusz” – kreskę. Z tego co wiadomo, w tamtym okresie nie nawiedziły Mławę żadne większe pożary i zniszczenia. Jeśli chodzi o wnętrze Ratusza, jedną z piękniejszych sal ratusza była sala obrad, którą zdobił fresk malowany w latach 1925–1926 przez prof. Aleksandra Szredzkiego. Architektonicznie ratusz mławski stanowi typową kamieniczkę z czasów Stanisława Augusta. Na dachu pierwotnie była tzw. „kopułka z sygnaturką”, czyli dzwonkiem, zwołującym radnych miejskich na zebrania. Wieża ratuszowa obita blachą, jest późniejszym dodatkiem. W 1841 roku mieszczanie postanowili przebudować wieżę, powiększając ją (do 18 łokci) i umieszczając w niej zegar. Zegar miał być nowy z cyferblatem. Przebudowy podjął się niejaki Tecławski, przybyły z Prus, za 8900 zł. Był to człowiek biedny, a całe jego mienie stanowił stary wieżowy zegar. Chcąc się go pozbyć, stanął do licytacji i wygrał ją. Nie mógł jednak rozpocząć budowy bez zakupienia materiałów. Tecławskiemu pomógł Michał Mostowski – dziedzic Windyk i Kuklina, dzierżawca miejskiego folwarku Wójtostwo, wpłacając do kasy miejskiej niezbędną kaucję. Budowa trwała kilka lat, jednak Tecławski nie mógł podołać zobowiązaniu i powrócił do Prus. Wieżę w 1846 roku ukończył własnym kosztem poręczyciel Mostowski.
Do 1 IX 1939 r. zegar wraz z kurantem na wieży obsługiwany był przez mławskiego Żyda – Mosze Wilczera. Podczas wojny Niemcy zniszczyli wieżyczkę, łaciński napis, fresk oraz zburzyli sukiennice. Na ich miejscu powstał jednopiętrowy budynek łączący się kondygnacjami z ratuszem. Obecny układ budynku z odbudowaną wieżą, przypomina (od strony wschodniej) stan poprzedni. Zainstalowany przed kilku laty w ratuszowej wieży elektryczny zegar z kurantem, kilkakrotnie na dobę odtwarzał hejnał. Łaciński napis został odtworzony w języku polskim i zdobi jedną ze ścian holu ratusza.
Z okazji 550-lecia Mławy na zewnątrz gmachu został wmurowany pamiątkowy napis, z myślą zaczerpniętą z Norwida: „Przeszłość to jest dziś, tylko cokolwiek dalej”.
Na frontowej ścianie mławskiego ratusza pojawiła się tablica upamiętniająca 100. rocznicę odzyskania przez Polskę niepodległości z cytatem Józefa Piłsudskiego.